# Chrozophora senegalensis
Chrozophora senegalensis là một loài thực vật có hoa trong họ Đại kích. Loài này được (Lam.) A.Juss. ex Spreng. mô tả khoa học đầu tiên năm 1826.